# Драйвър Ера
„Драйвър Ера“ (на английски: The Driver Era) е американско дуо, сформирано в началото на 2018 г., след като поп групата R5 се разпада. Двама от четиримата братя в предишната група – Рос и Роки Линч решават да продължат с музиката. През март 2018 г. Рос Линч обявява разпадането на R5 официално в акаунта си в Instagram.